# Nuoto pinnato ai Giochi mondiali 2025
Le competizioni di nuoto pinnato ai Giochi mondiali 2025 si sono svolte dal 10 all'11 agosto 2025 al Chengdu Sport University Sancha Lake Campus Natatorium di Chengdu, in Cina.

## Podi

### Uomini
| Specialità                              | Oro                                                               | Argento                                                                         | Bronzo                                                                |
| 50 m apnea (dettagli)                   | Shin Myeong-jun                                                   | Max Poschart                                                                    | Zhang Siqian                                                          |
| 100 m superficie (dettagli)             | Max Poschart                                                      | Justus Mörstedt                                                                 | Tarek Hassan Elsayed                                                  |
| 200 m superficie (dettagli)             | Nándor Kiss                                                       | Justus Mörstedt                                                                 | Juan Ocampo                                                           |
| 400 m superficie (dettagli)             | Nándor Kiss                                                       | Oleksii Zakharov                                                                | Alex Mozsár                                                           |
| 50 m bi-pinne (dettagli)                | Szebasztián Szabó                                                 | Szymon Kropidłowski                                                             | Artur Artamonov Marco Orsi                                            |
| 100 m bi-pinne (dettagli)               | Szymon Kropidłowski                                               | Szebasztián Szabó                                                               | Aleksei Fedkin                                                        |
| Staffetta 4×50 m superficie (dettagli)  | Germania Max Poschart Niklas Loßner Justus Mörstedt Marek Leipold | Ucraina Serhii Smishchenko Oleksandr Kuzmenko Davyd Yelisieiev Oleksii Zakharov | Colombia Juan Rodríguez Juan Duque Mauricio Fernández Juan Ocampo     |
| Staffetta 4×100 m superficie (dettagli) | Germania Niklas Loßner Justus Mörstedt Marek Leipold Max Poschart | Ucraina Serhii Smishchenko Oleksandr Kuzmenko Davyd Yelisieiev Oleksii Zakharov | Corea del Sud Shin Myeong-jun Lee Dong-jin Jang Hyoung-ho Kwon Nam-ho |

### Donne
| Specialità                              | Oro                                                | Argento                                                              | Bronzo                                                                               |
| 50 m apnea (dettagli)                   | Diana Sliseva                                      | Seo Ui-jin                                                           | Yoon Mi-ri                                                                           |
| 100 m superficie (dettagli)             | Diana Sliseva                                      | Hu Yaoyao                                                            | Anastasiia Makarenko                                                                 |
| 200 m superficie (dettagli)             | Sofiia Hrechko                                     | Lilla Blaszák                                                        | Ekaterina Mikhaylushkina                                                             |
| 400 m superficie (dettagli)             | Sofiia Hrechko                                     | Anna Yakovleva                                                       | Elizaveta Kupressova                                                                 |
| 50 m bi-pinne (dettagli)                | Petra Senánszky                                    | Huang Mei-chien                                                      | Valeriia Andreeva                                                                    |
| 100 m bi-pinne (dettagli)               | Petra Senánszky                                    | Dorottya Pernyész                                                    | Sofiya Lamakh                                                                        |
| Staffetta 4×50 m superficie (dettagli)  | Cina Xie Wenmin Shu Chengjing Xu Yichuan Hu Yaoyao | Colombia Grace Fernández Paula Aguirre Viviana Retamozo Diana Moreno | Ucraina Yelyzaveta Hrechykhina Sofiia Hrechko Viktoriia Uvarova Anastasiia Makarenko |
| Staffetta 4×100 m superficie (dettagli) | Cina Shu Chengjing Xu Yichuan Xie Wenmin Hu Yaoyao | Colombia Grace Fernández Viviana Retamozo Diana Moreno Paula Aguirre | Ucraina Yelyzaveta Hrechykhina Sofiia Hrechko Viktoriia Uvarova Anastasiia Makarenko |

## Medagliere
| Posiz. | Nazione                     | Oro | Argento | Bronzo | Totale |
| ------ | --------------------------- | --- | ------- | ------ | ------ |
| 1      | Ungheria                    | 5   | 3       | 1      | 9      |
| 2      | Germania                    | 3   | 3       | 0      | 6      |
| 3      | Ucraina                     | 2   | 4       | 5      | 11     |
| 4      | Cina                        | 2   | 1       | 1      | 4      |
| 5      | Atleti Individuali Neutrali | 2   | 0       | 4      | 6      |
| 6      | Corea del Sud               | 1   | 1       | 2      | 4      |
| 7      | Polonia                     | 1   | 1       | 0      | 2      |
| 8      | Colombia                    | 0   | 2       | 2      | 4      |
| 9      | Taipei cinese               | 0   | 1       | 0      | 1      |
| 10     | Egitto                      | 0   | 0       | 1      | 1      |
| 10     | Italia                      | 0   | 0       | 1      | 1      |
| Totale | Totale                      | 16  | 16      | 16     | 48     |